# Diomed
Diomed est un cheval de course pur sang né en Angleterre en 1777, par Florizel et Sister to Juno, issue de Spectator. Il remporte la première édition du Derby d'Epsom en 1780. Sa carrière d'étalon a été particulièrement florissante aux États-Unis.

## Pedigree
| Origines de Diomed       | Origines de Diomed | Origines de Diomed        | Origines de Diomed       |
| ------------------------ | ------------------ | ------------------------- | ------------------------ |
| Père Florizel 1768       | Herod 1758         | Tartar 1743               | Crofts partner 1718      |
| Père Florizel 1768       | Herod 1758         | Tartar 1743               | Meliora 1729             |
| Père Florizel 1768       | Herod 1758         | Cypron 1750               | Blaze 1733               |
| Père Florizel 1768       | Herod 1758         | Cypron 1750               | Salome 1733              |
| Père Florizel 1768       | Cygnet Mare 1761   | Cygnet 1751               | Godolphin Arabian 1724   |
| Père Florizel 1768       | Cygnet Mare 1761   | Cygnet 1751               | Godolphin Blossom 1743   |
| Père Florizel 1768       | Cygnet Mare 1761   | Young Cartouch Mare 1750  | Young Cartouch 1731      |
| Père Florizel 1768       | Cygnet Mare 1761   | Young Cartouch Mare 1750  | Ebony 1728               |
| Mère Sister to Juno 1763 | Spectator 1749     | Crab 1722                 | Alcock's Arabian 1700    |
| Mère Sister to Juno 1763 | Spectator 1749     | Crab 1722                 | Sister to Soreheels 1711 |
| Mère Sister to Juno 1763 | Spectator 1749     | Partner Mare 1735         | Crofts Partner 1718      |
| Mère Sister to Juno 1763 | Spectator 1749     | Partner Mare 1735         | Bonny Lass 1723          |
| Mère Sister to Juno 1763 | Horatia 1758       | Blank 1740                | Godolphin Arabian 1724   |
| Mère Sister to Juno 1763 | Horatia 1758       | Blank 1740                | Amorett 1727             |
| Mère Sister to Juno 1763 | Horatia 1758       | Sister one to steady 1732 | Flying Childers 1715     |
| Mère Sister to Juno 1763 | Horatia 1758       | Sister one to steady 1732 | Miss Belvoir             |